# Dolmen du Bois de la Grosse Pierre
Le dolmen du Bois de la Grosse Pierre est situé à Sainte-Radegonde, dans le département de la Charente-Maritime en France.

## Historique
L'édifice est inscrit au titre des monuments historiques en 1993. Il a été fouillé par Jacques Gachina en 1998.

## Description
Le site se présente comme un tumulus quadrangulaire d'environ 20 m de long sur 15 m de large et 1,20 m de hauteur. Le cairn comporte deux parements concentriques espacés d'environ 0,70 m. Le dolmen, de type angoumoisin, est désormais complètement ruiné. Cette destruction est ancienne. Le cratère central correspond à l'ancienne chambre sépulcrale de forme rectangulaire (3,30 m par 2,40 m). Elle est précédée d'un couloir d'accès déporté sur la droite, formant un plan en « q ». Le couloir mesure près de 3 m de long sur un peu plus de 1 m de large. Il est délimité par des murets en pierre sèche. Les orthostates, désormais renversés, mesurent environ 2,20 m de hauteur. La plupart sont parfaitement bouchardés. Deux fragments de dalle correspondent à une dalle en hublot qui devait constituer l'entrée de la chambre, en « porte de four », fermée par un bouchon de pierre ou de bois similaire à ceux retrouvés dans les allées couvertes du Val d'Oise. La table de couverture (d'une épaisseur supérieure à 1 m) est brisée en quatre morceaux.
Les deux orthostates du côté ouest de la chambre furent découverts renversés et recouverts de déblais. Selon J. Gachina leur forme trapézoïdale est anthropomorphe. La plus grosse des deux dalles comporte deux seins sculptés en relief dans sa partie supérieure. Ces deux dalles ont manifestement été renversées volontairement en raison du culte ou de la superstition qui s'y trouvait attachée.
Le dolmen fut entièrement pillé à une époque ancienne. Lors des fouilles archéologiques menées par Jacques Gachina, des ossements humains, du matériel (pointes de flèches, tessons de poteries) et des éléments de parure (pendeloques en os, perles et coquillages) datés du Néolithique ainsi que des fragments de poteries médiévales furent découverts. 